# Vajegi
Vajegi (ryska Ваеги) är en by i den autonoma regionen Tjuktjien i Ryssland. Staden ligger sydväst om Anadyr. Folkmängden uppgår till cirka 400 invånare.